# Obština Marica
Obština Marica (bulharsky Община Марица, používá se také dřívější název Северна Пловдивска – Severna Plovdivska) je bulharská jednotka územní samosprávy v Plovdivské oblasti. Leží ve středním Bulharsku v Hornothrácké nížině; jde o nejrovinatější bulharskou obštinu. Správním střediskem je město Plovdiv, které ovšem není součástí této obštiny, a zahrnuje 19 vesnic. Žije zde necelých 30 tisíc stálých obyvatel.

## Sídla
Všechna sídla v obštině jsou samosprávná.
| - Benkovski - Caracovo - Dink - Graf Ignatievo - Jasno Pole - Kalekovec - Kostievo | - Krislovo - Manole - Manolsko Konare - Radinovo - Rogoš - Skutare - Stroevo | - Trilistnik - Trud - Vojsil - Vojvodinovo - Željazno |

## Sousední obštiny
| Růžice kompasu | Săedinenie     | Kalojanovo |          | Růžice kompasu |
| Růžice kompasu |                | Sever      | Rakovski | Růžice kompasu |
| Růžice kompasu | Obština Marica |            | Rakovski | Růžice kompasu |
| Růžice kompasu | Jih            |            | Rakovski | Růžice kompasu |
| Růžice kompasu | Rodopi         | Plovdiv    | Sadovo   | Růžice kompasu |

## Obyvatelstvo
V obštině žije 26 760 stálých obyvatel a včetně přechodně hlášených obyvatel 31 191. Podle sčítáni 1. února 2011 bylo národnostní složení následující:
- Bulhaři: 25 539 (88.6 %)
- Romové: 1 977 (6.9 %)
- Turci: 897 (3.1 %)
- ostatní: 421 (1.5 %)